# Зойберсдорф-ин-дер-Оберпфальц
Зойберсдорф-ин-дер-Оберпфальц (нем. Seubersdorf in der Oberpfalz) — община в Германии, в земле Бавария.
Подчиняется административному округу Верхний Пфальц. Входит в состав района Ноймаркт-ин-дер-Оберпфальц. Население составляет 4994 человека (на 31 декабря 2010 года). Занимает площадь 68,29 км².
Община подразделяется на 7 сельских округов.

## Население
По оценке на 31 декабря 2015 года население общины Зойберсдорф-ин-дер-Оберпфальц составляет 5124 чел. 

| Дата      | 1840 | 1871 | 1900 | 1925 | 1939 | 1950 | 1961 | 1970 | 1987 | 2011 |
| --------- | ---- | ---- | ---- | ---- | ---- | ---- | ---- | ---- | ---- | ---- |
| Население | 2077 | 2769 | 2607 | 2835 | 2837 | 3491 | 3861 | 4211 | 4456 | 4985 |

| Год       | 1960 | 1970 | 1980 | 1990 | 2000 | 2009 | 2010 | 2011 | 2012 | 2013 | 2014 | 2015 |
| --------- | ---- | ---- | ---- | ---- | ---- | ---- | ---- | ---- | ---- | ---- | ---- | ---- |
| Население | 3790 | 4213 | 4148 | 4742 | 4952 | 5018 | 4994 | 5011 | 4981 | 5021 | 5055 | 5124 |